# Leon Panetta
Leon Edward Panetta (* 28. června 1938, Monterey, Kalifornie) je americký demokratický politik a právník, v letech 2009–2011 ředitel Ústřední zpravodajské služby CIA a od 1. července 2011 do 27. února 2013 ministr obrany USA v administrativě Baracka Obamy.

## Život
Narodil se v kalifornském Monterey v rodině italských imigrantů, kteří provozovali rodinou restauraci. V roce 1956 začal studovat na Santa Clara University, kde v roce 1960 získal titul bakaláře politických věd. V roce 1963 získal titul doktor práv na Santa Clara University School of Law a poté se věnoval právní praxi. V letech 1964 až 1966 sloužil v americké armádě. V letech 1966 až 1971 pracoval jako asistent republikánských politiků. Od roku 1971 se vrátil k právní praxi do Monterey ve firmě Panetta, Thompson & Panetta, kterou založil.
V letech 1977 až 1993 byl členem Sněmovny  reprezentantů Spojených států amerických (v letech 1989–1993 byl šéfem rozpočtového výboru) a v letech 1994 až 1997 byl šéfem kanceláře prezidenta Clintona.
Věnoval se pedagogické práci a ochraně světových oceánů. V roce 2006 byl členem Bakerovy irácké studijní skupiny, ustanovené Kongresem pro změnu vojenské taktiky v Iráku. S manželkou Sylvií založil Institut pro veřejnou politiku.
5. ledna 2009 ho Barack Obama nominoval na funkci ředitele CIA a v noci 12. února 2009 byl ve funkci schválen senátem. Ke 30. červnu 2011 úřad ředitele CIA opustil, aby se od 1. července 2011 mohl ujmout funkce ministra obrany USA, ve které byl definitivně potvrzen dne 21. června 2011 Senátem USA. Funkci vykonával do února 2013, kdy ho nahradil Chuck Hagel. V úřadu ministra mj. podpisem stvrdil, že zrušení pravidla „Neptej se a mlč“, které sloužilo k tichému akceptování vojáků homosexuální orientace, nepoškodí akceschopnost armády a to tak mohlo být zrušeno. V závěru svého ministerského působení prohlásil, že ženy budou již brzy v americké armádě nasazovány do bojových operací. Americká armáda se za jeho úřadování účastnila zejména bojových operací v Afghánistánu, do konce roku 2011 skončila stahování z Iráku. Kvůli neshodám o rozpočtu mezi republikány a demokraty byla zároveň postižena snižováním výdajů.